# 741
Раннє Середньовіччя. Триває чума Юстиніана. У Східній Римській імперії завершилося правління Лева III, почалося правління Костянтина V, владу якого узурпував Артабаст. Більшу частину території Італії займає Лангобардське королівство, деякі області належать Візантії. У Франкському королівстві немає короля, фактична влада розділена між синами Карла Мартела. Піренейський півострів, окрім Королівства Астурія, у руках маврів. В Англії триває період гептархії. Авари та слов'яни утвердилися на Балканах. Центр Аварського каганату лежить у Паннонії. Існують слов'янські держави: Карантанія та Перше Болгарське царство.
Омеядський халіфат займає Аравійський півострів, Сирію, Палестину, Персію, Єгипет, Північну Африку та Піренейський півострів. У Китаї править династія Тан. Індія роздроблена. У Японії триває період Нара. Хазарський каганат підпорядкував собі кочові народи на великій степовій території між Азовським морем та Аралом. Тюркський каганат доживає останні роки.
На території лісостепової України в VIII столітті виділяють пеньківську й корчацьку археологічні культури. У VIII столітті тривало швидке розселення слов'ян. У Північному Причорномор'ї співіснують різні кочові племена, зокрема булгари, хозари, алани, авари, тюрки, кримські готи.

## Події
- Помер мажордом Франкського королівства Карл Мартел. Мажордомами стали його сини Карломан, якому дісталися Австразія, Швабія та Тюрингія, і Піпін Короткий, якому дісталися Нейстрія та Бургундія. Третьому сину, Гріффону, дісталася в'язниця.
- Помер візантійський василевс Лев III Ісавр. Йому успадкував син Костянтин V, але противники іконоборства вчинили змову й трон узурпував Артабаст. Костянтин утік у гори Ісаврії.
- Помер Папа Римський Григорій III. Розпочався понтифікат Захарія.
- 50 тис. ченців утекли з Візантії до Риму через політику іконоборства візантійських василевсів.
- У Магребі бербери-хариджити розбили послані Омеядським халіфатом війська. Внаслідок цієї перемоги в Магребі виникло кілька автономних держав рустамідів, ідрисидів, аглабідів та Сиджильмаса.

## Померли
- 22 жовтня — Карл Мартел